# Kipling (métro de Toronto)
Pour les articles homonymes, voir Kipling (homonymie).
Kipling  est une station terminus de la ligne 2 Bloor-Danforth du métro.  Elle est située dans le quartier Islington-City Centre West (en) (dit aussi Etobicoke) sur la Kipling Avenue (en), à Toronto en Ontario au Canada.

## Situation sur le réseau

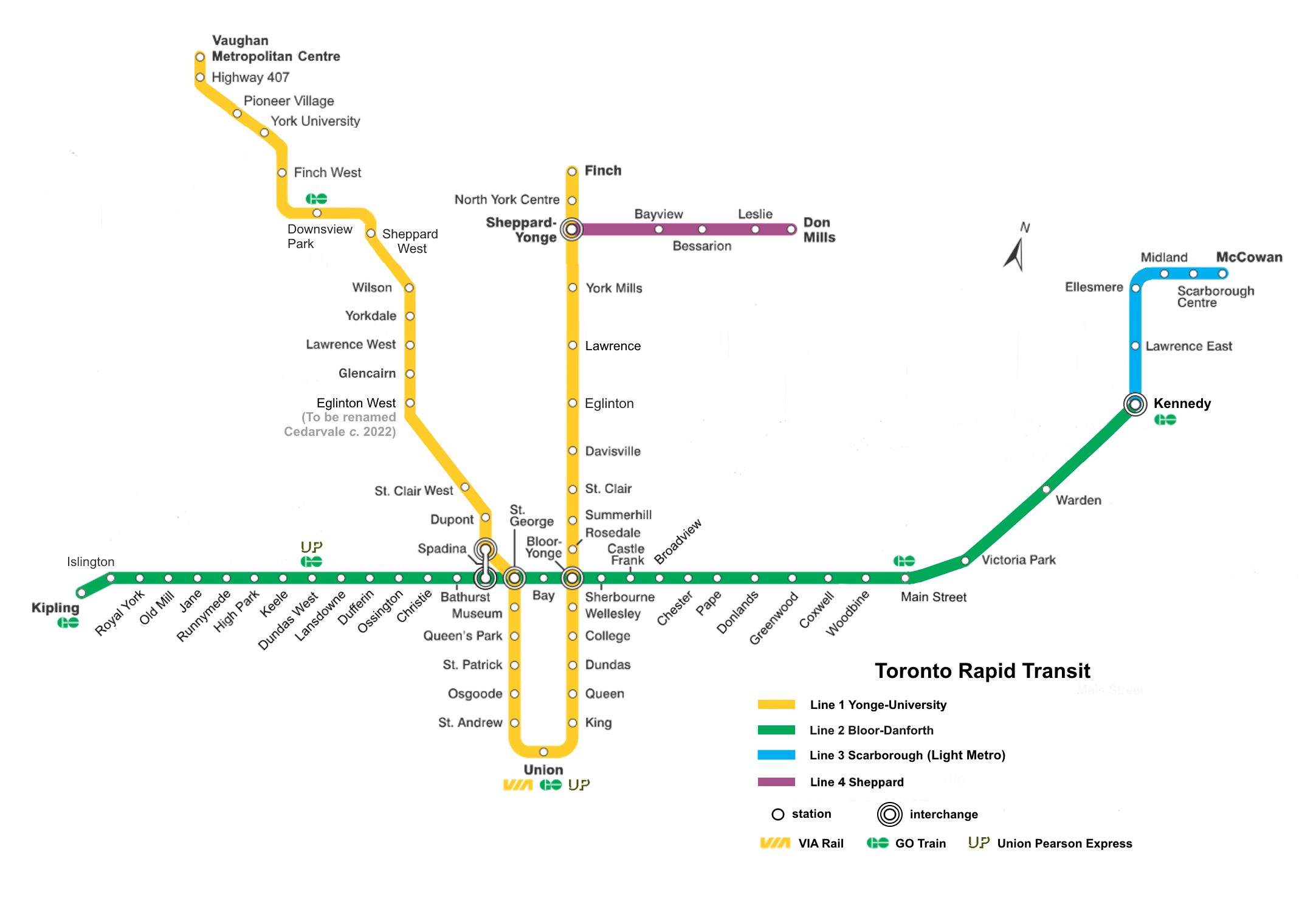
Plan du métro de Toronto (2018).

Établie en surface, la station Kipling, terminus ouest de la ligne 2 Bloor-Danforth, est située avant la station Islington, en direction du terminus est Kennedy,.

## Histoire
La station Kipling est mise en service le 22 novembre 1980, lors de l'ouverture à l'exploitation des prolongements terminaux est et ouest, de Islington à Kipling et de Warden à Kennedy.
Durant l'année 2009-2010 la station dispose, en moyenne, d'une fréquentation de 53 640 passagers par jour.

## Services aux voyageurs

### Desserte

Installations et desserte
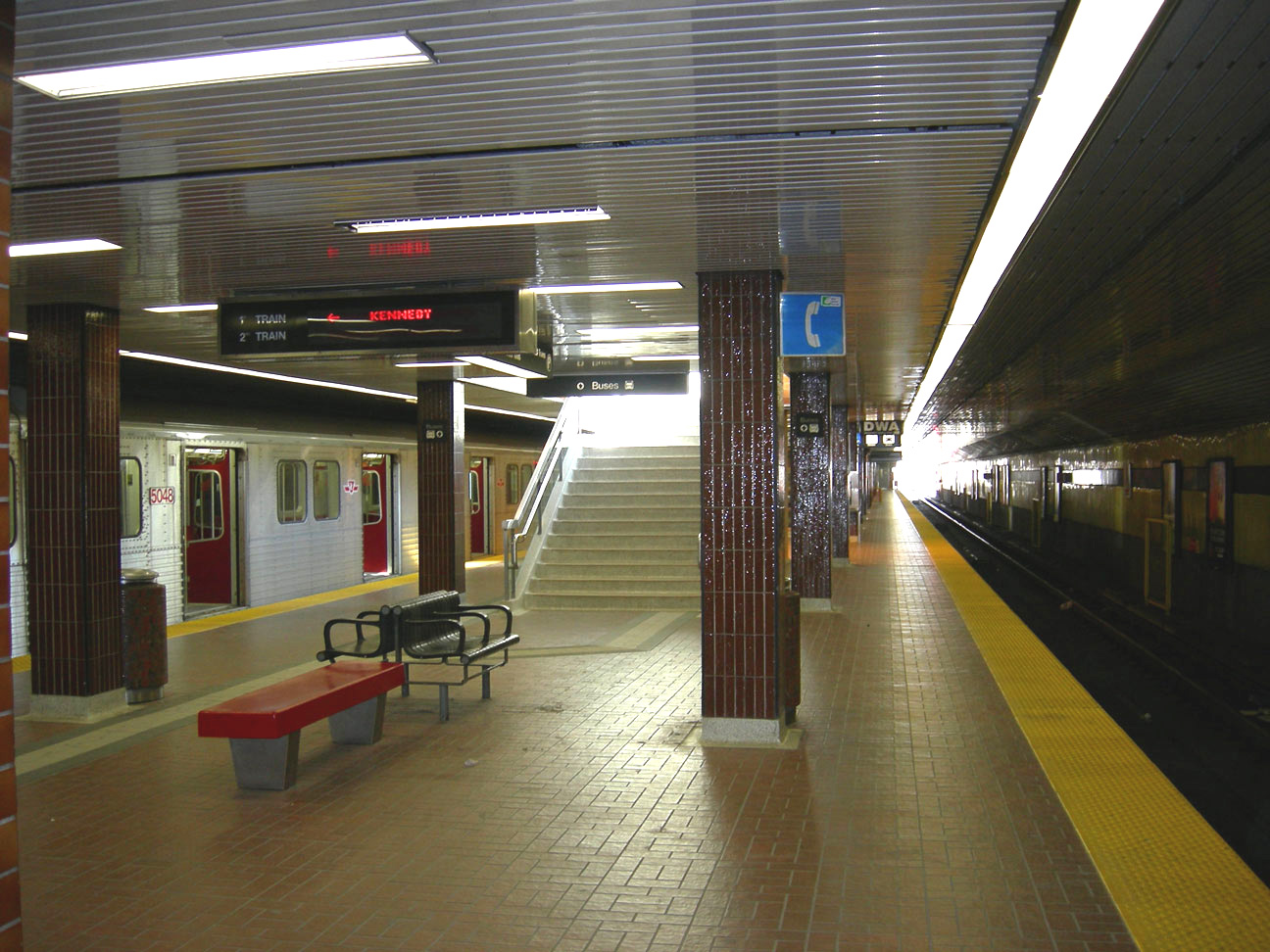
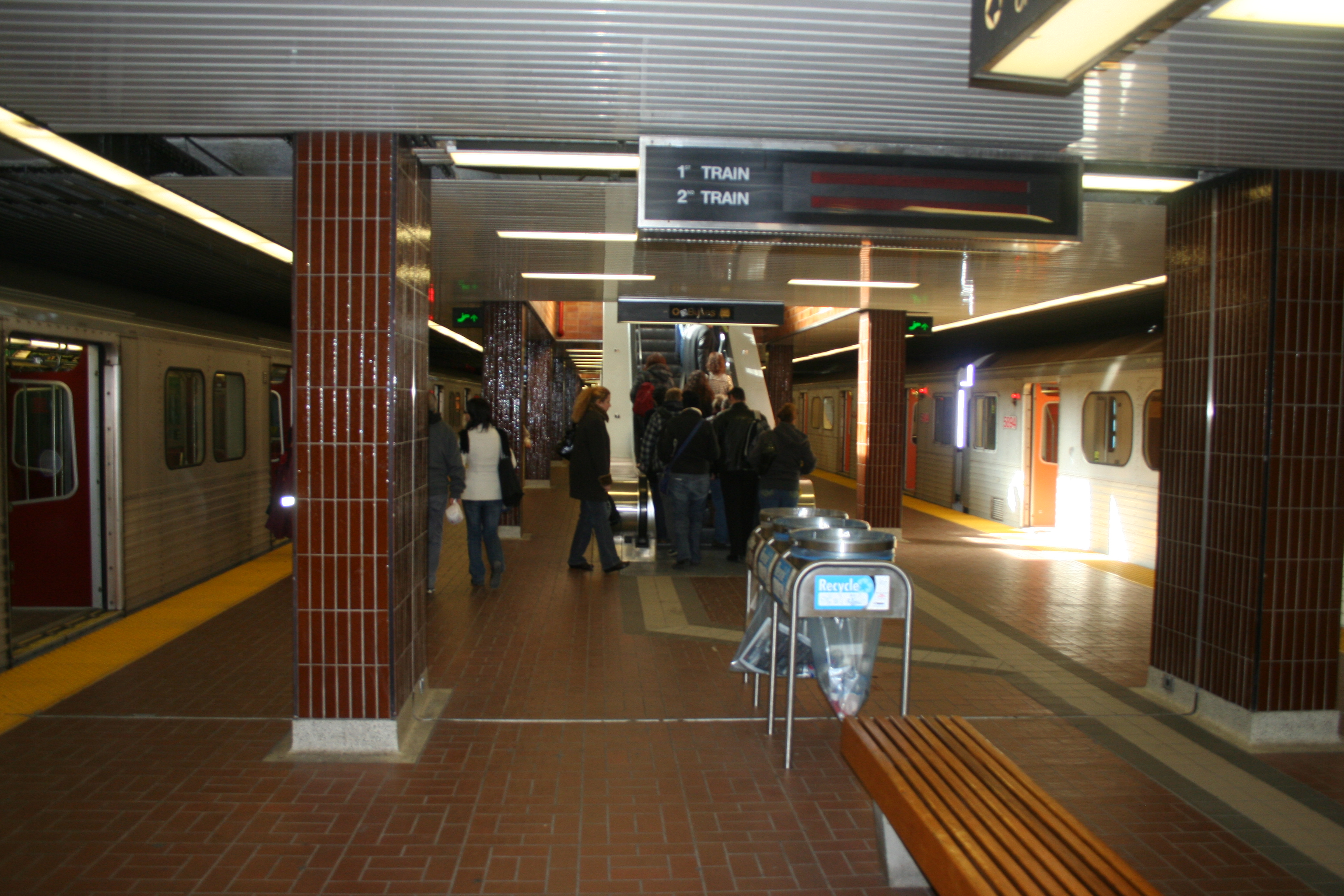
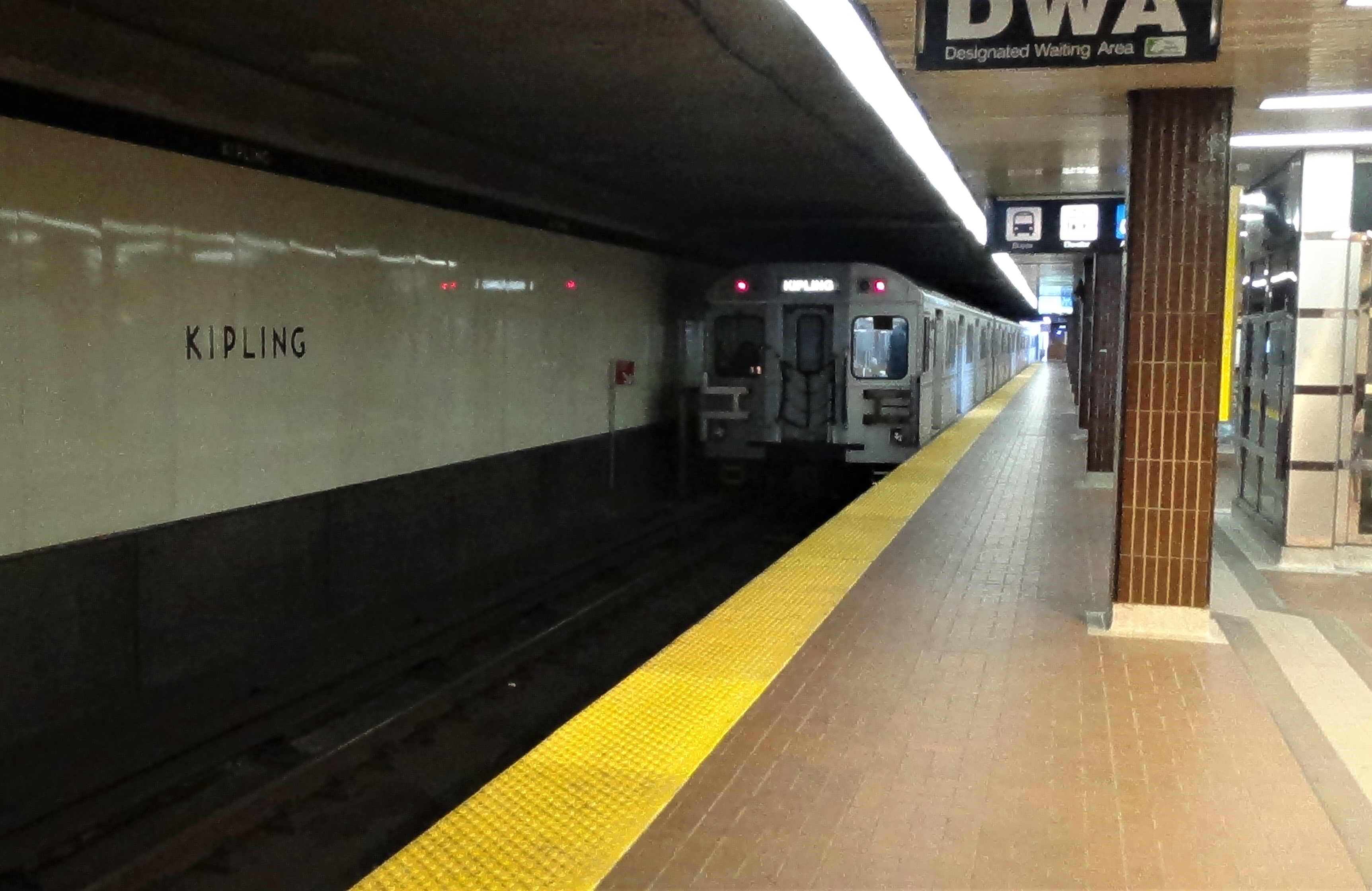

### Intermodalité
Aux alentours de la station, il y a des espaces de stationnement incitatif pour 1751 voitures.
Elle est desservie par les bus des lignes : 30 Lambton, 44 Kipling South, 45 Kipling, 46 Martin Grove, 49 Bloor West, 111 East Mall, 112 West Mall, 123 Shorncliffe, 191 Highway 27 et 192 Airport Rocket. Elle est également desservie par la navette de service pour les clients Ikea Etobicoke.